# خيزران لاوس
خيزران لاوس (الاسم العلمي: Laobambos)، جنس خيزران وحيد النوع من فصيلة النجيلية. موطنه لاوس. إنه فريد من نوعه بين الخيزران من حيث أنه يحتوي على قصبات عصارية، وهو مُتكيف مع الجفاف الموسمي في موئله الكارستي